# Jean Nicolas Jadot de Ville-Issey
Jean Nicolas Jadot de Ville-Issey (* 22. Januar 1710 in Lunéville; † 1. Juni 1761 in Ville-Issey) war ein Architekt aus Lothringen.

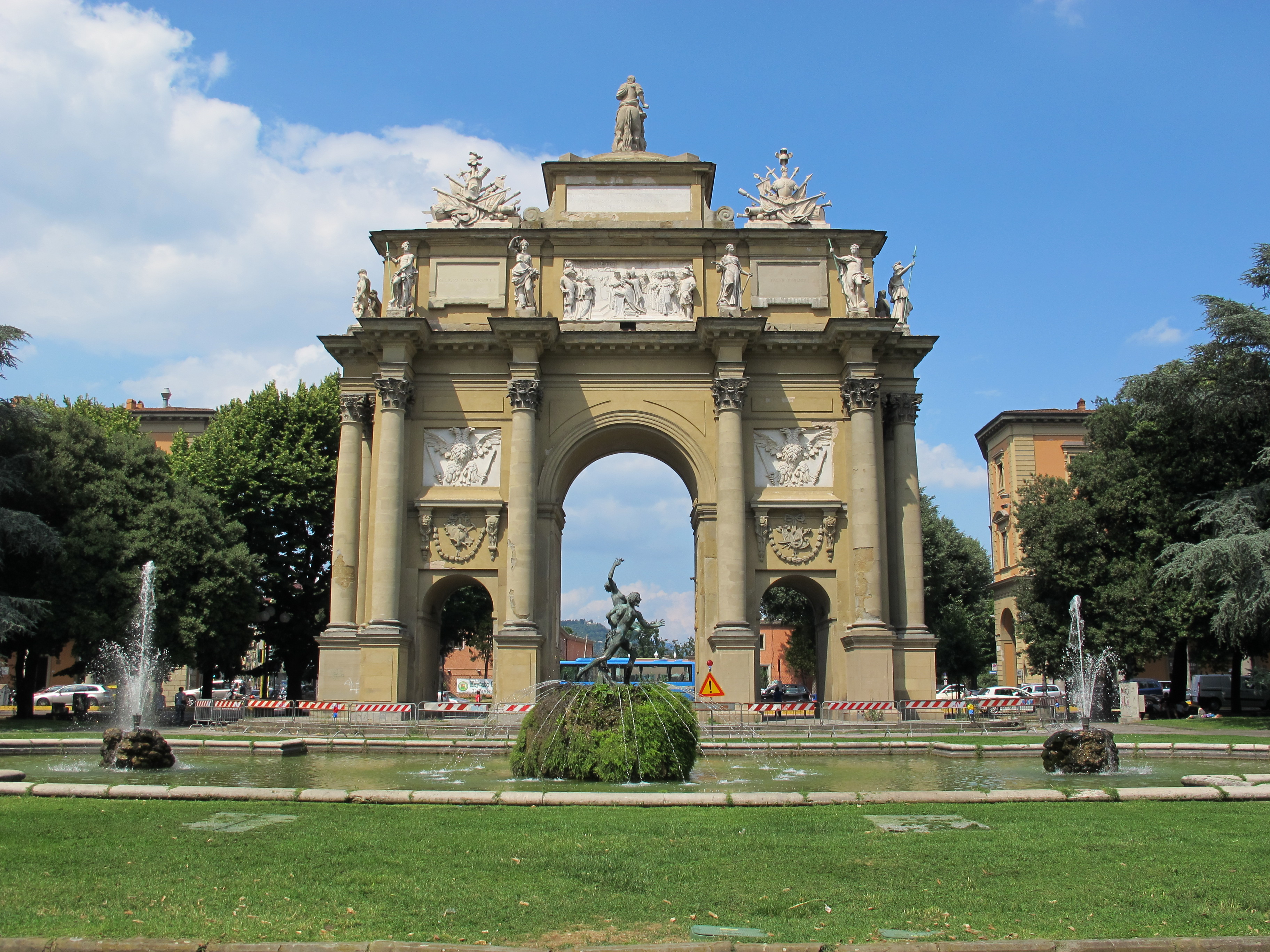
Arco di Trionfo dei Lorena, Florenz

Ohne eigentliche architektonische Ausbildung wurde er Hofarchitekt des Herzogs von Lothringen Franz Stephan. Als dieser später Großherzog der Toskana und Kaiser des Heiligen Römischen Reiches wurde, zog er mit ihm nach Florenz beziehungsweise Wien, wo er bis 1753 für Hofbauten zuständig war.
Auf ihn gehen die ersten Planungen für den Redoutensaaltrakt der Wiener Hofburg zurück, der aber erst von seinem Nachfolger Nikolaus Pacassi in Angriff genommen wurde. Auch der heutige Michaelerplatz, der zwischen Hofburg und Kohlmarkt liegt, wurde von ihm umgestaltet.
Weitere wichtige Hofaufträge waren die Pavillons und Menageriebauten im Tiergarten Schönbrunn sowie der Ausbau der Kapuzinergruft.

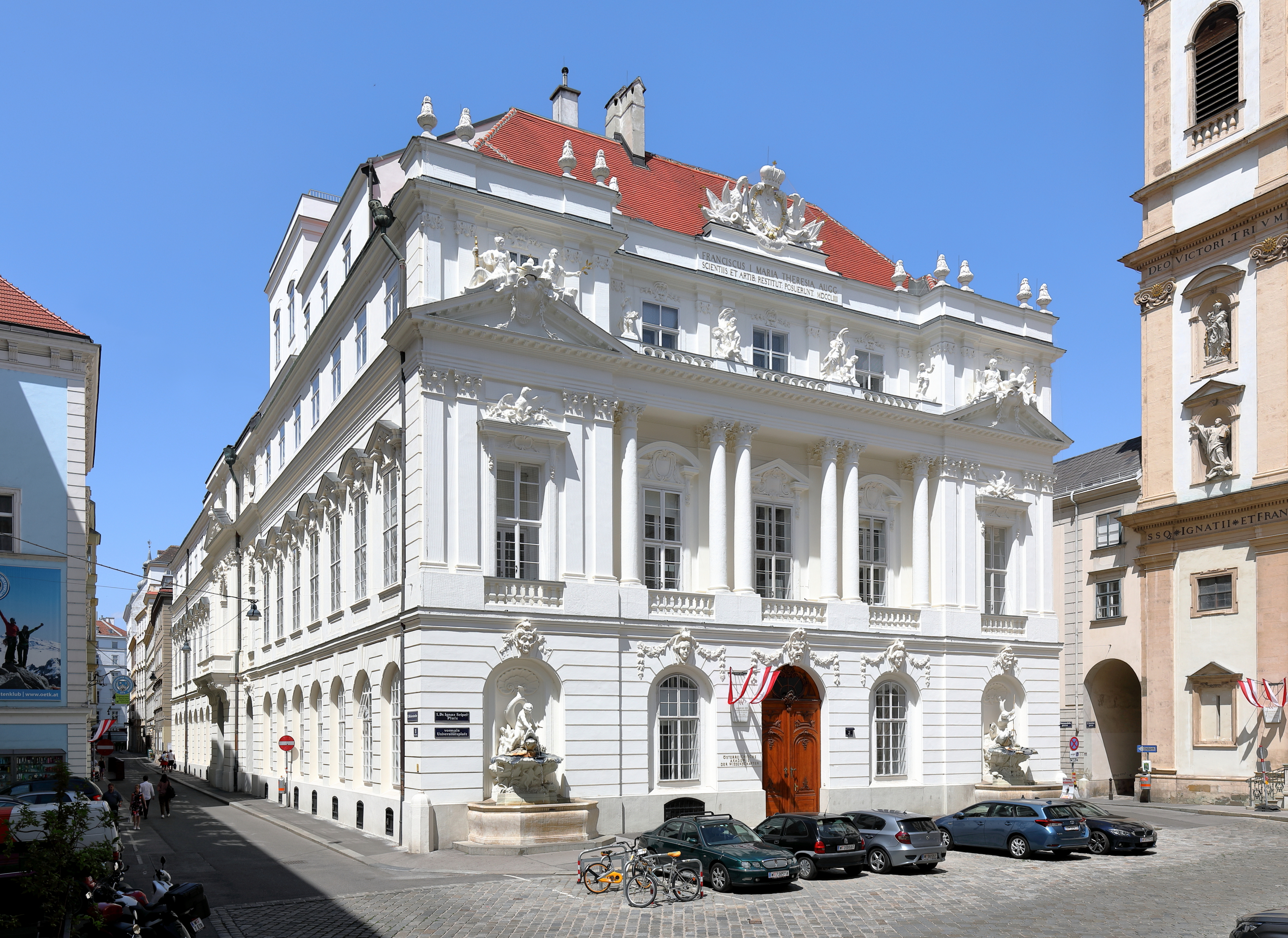
Neue Aula der „Alten Universität“ in Wien

Sein wichtigstes Gebäude in Wien ist die Aula der alten Universität (Neue Aula, 1753) am Ignaz-Seipel-Platz, heute Sitz der Österreichischen Akademie der Wissenschaften. Es ist im Stil des französischen klassizistischen Barock gehalten und verzichtet auf jede Anlehnung an lokale Traditionen.
Bald nach Baubeginn wurde er durch Pacassi ersetzt und ging nach Brüssel.